# Mamouros
Mamouros é uma povoação portuguesa do Município de Castro Daire que foi sede da extinta Freguesia de Mamouros, freguesia que tinha 10 km² de área e 679 habitantes (2011), e, por isso, uma densidade populacional de 67,9 hab/km².
A Freguesia de Mamouros foi extinta em 2013, no âmbito de uma reforma administrativa nacional, tendo sido agregada às freguesias de Alva e Ribolhos, para formar uma nova freguesia denominada União das Freguesias de Mamouros, Alva e Ribolhos da qual é a sede.
Mamouros pertenceu aos extintos concelhos de Alva, em 1839, e de Mões, extinto em 1855.

## População
| População da freguesia de Mamouros | População da freguesia de Mamouros | População da freguesia de Mamouros | População da freguesia de Mamouros | População da freguesia de Mamouros | População da freguesia de Mamouros | População da freguesia de Mamouros | População da freguesia de Mamouros | População da freguesia de Mamouros | População da freguesia de Mamouros | População da freguesia de Mamouros | População da freguesia de Mamouros | População da freguesia de Mamouros | População da freguesia de Mamouros | População da freguesia de Mamouros |
| ---------------------------------- | ---------------------------------- | ---------------------------------- | ---------------------------------- | ---------------------------------- | ---------------------------------- | ---------------------------------- | ---------------------------------- | ---------------------------------- | ---------------------------------- | ---------------------------------- | ---------------------------------- | ---------------------------------- | ---------------------------------- | ---------------------------------- |
| 1864                               | 1878                               | 1890                               | 1900                               | 1911                               | 1920                               | 1930                               | 1940                               | 1950                               | 1960                               | 1970                               | 1981                               | 1991                               | 2001                               | 2011                               |
| 528                                | 539                                | 512                                | 534                                | 625                                | 545                                | 676                                | 562                                | 568                                | 570                                | 600                                | 639                                | 741                                | 675                                | 679                                |

| Distribuição da População por Grupos Etários | Distribuição da População por Grupos Etários | Distribuição da População por Grupos Etários | Distribuição da População por Grupos Etários | Distribuição da População por Grupos Etários | Distribuição da População por Grupos Etários | Distribuição da População por Grupos Etários | Distribuição da População por Grupos Etários | Distribuição da População por Grupos Etários | Distribuição da População por Grupos Etários |
| -------------------------------------------- | -------------------------------------------- | -------------------------------------------- | -------------------------------------------- | -------------------------------------------- | -------------------------------------------- | -------------------------------------------- | -------------------------------------------- | -------------------------------------------- | -------------------------------------------- |
| Ano                                          | 0-14 Anos                                    | 15-24 Anos                                   | 25-64 Anos                                   | > 65 Anos                                    |                                              | 0-14 Anos                                    | 15-24 Anos                                   | 25-64 Anos                                   | > 65 Anos                                    |
| 2001                                         | 124                                          | 103                                          | 325                                          | 123                                          |                                              | 18,4%                                        | 15,3%                                        | 48,1%                                        | 18,2%                                        |
| 2011                                         | 99                                           | 78                                           | 357                                          | 145                                          |                                              | 14,6%                                        | 11,5%                                        | 52,6%                                        | 21,4%                                        |

Média do País no censo de 2001:  0/14 Anos-16,0%; 15/24 Anos-14,3%; 25/64 Anos-53,4%; 65 e mais Anos-16,4%
Média do País no censo de 2011:   0/14 Anos-14,9%; 15/24 Anos-10,9%; 25/64 Anos-55,2%; 65 e mais Anos-19,0%

## Património
- Termas do Carvalhal